# Трав'янка чашечкова
Трав'янка чашечкова, тофільдія чашечкова (Tofieldia calyculata) — багаторічна трав'яниста рослина родини тофільдієві (Tofieldiaceae), поширена у Європі. Етимологія: грец. καλυξ — «чашечка», лат. ula — зменшувальний суфікс, лат. atus — суфікс, що вказує на присвійний чи подібність чогось.

## Опис
Багаторічна рослина 10–35 см заввишки. Рослина з коротким кореневищем; стебло пряме, майже безлисте (2–3 маленькі листки); листки зближені при основі стебла, лінійно-мечевидні. Суцвіття колосоподібне, 4–6(10) см завдовжки; приквітків 2: ланцетоподібний біля основи квітконіжки і 3-лопатевий біля основи оцвітини. Квітки дрібні, жовтувато-білі. Плід — 3-гніздова коробочка.

## Поширення
Поширення: Австрія, Балтійські країни, Білорусь, центральноєвропейська Росія, Чехія, Словаччина, Франція, Німеччина, Італія, Польща, Румунія, Іспанія, Швеція, Швейцарія, Україна, колишня Югославія.
В Україні зростає на луках, вологих трав'янистих схилах — в Прикарпатті, на Поліссі, зрідка. Охороняється.

## Галерея

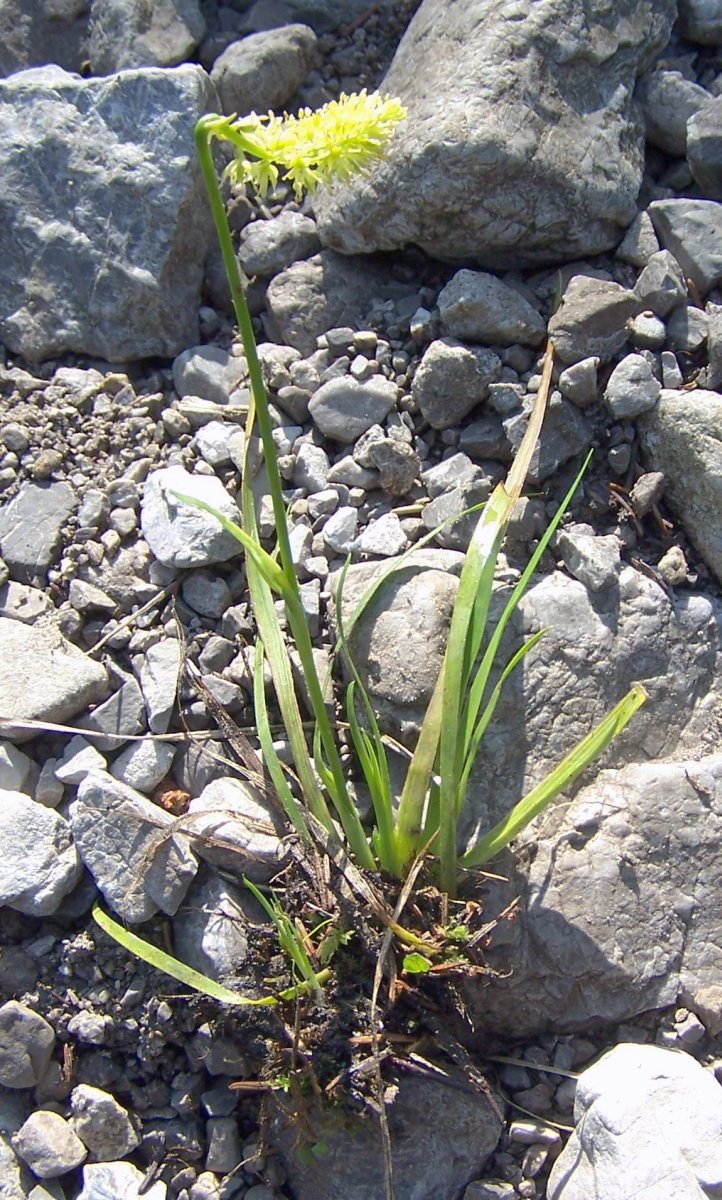
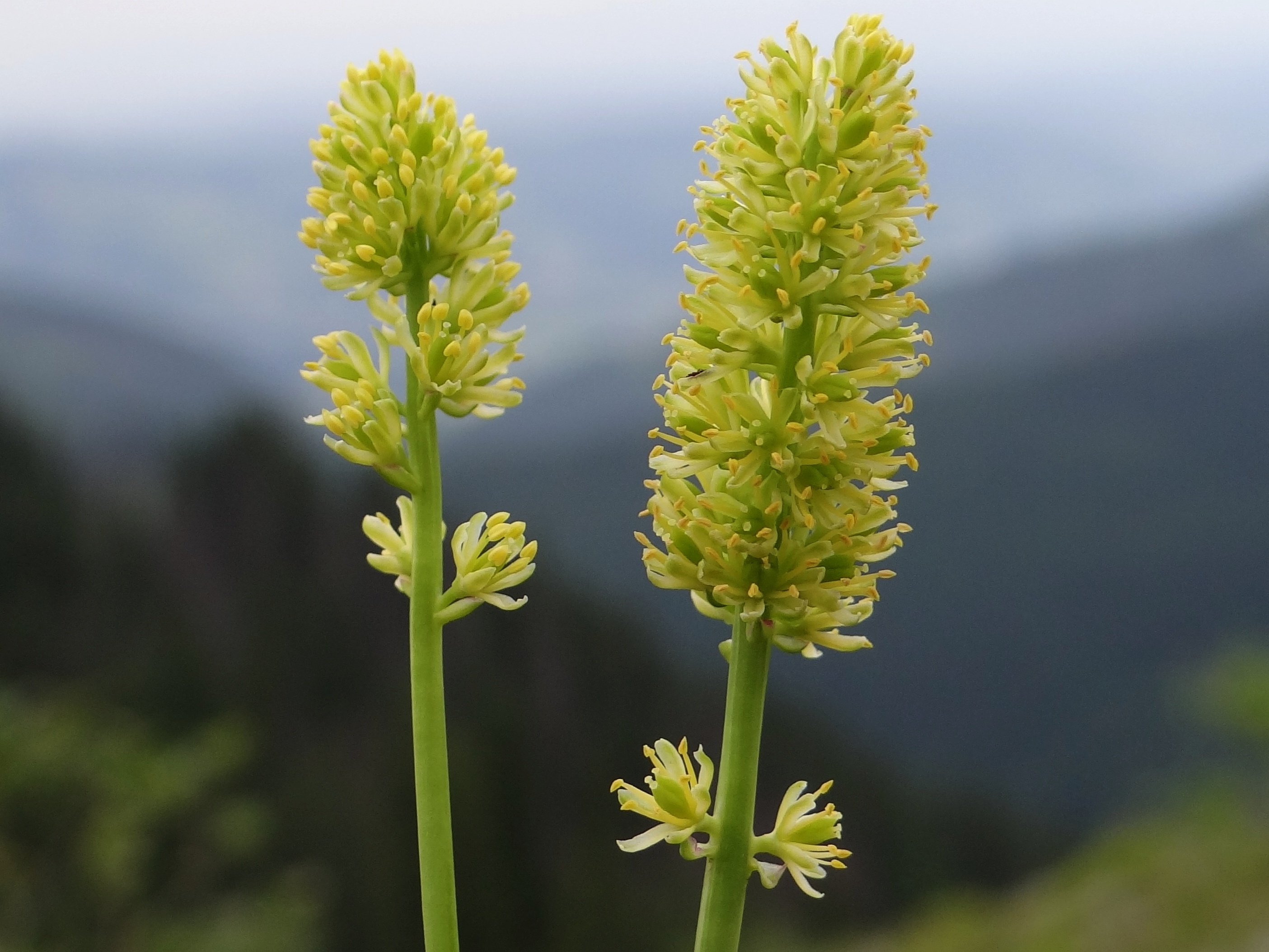
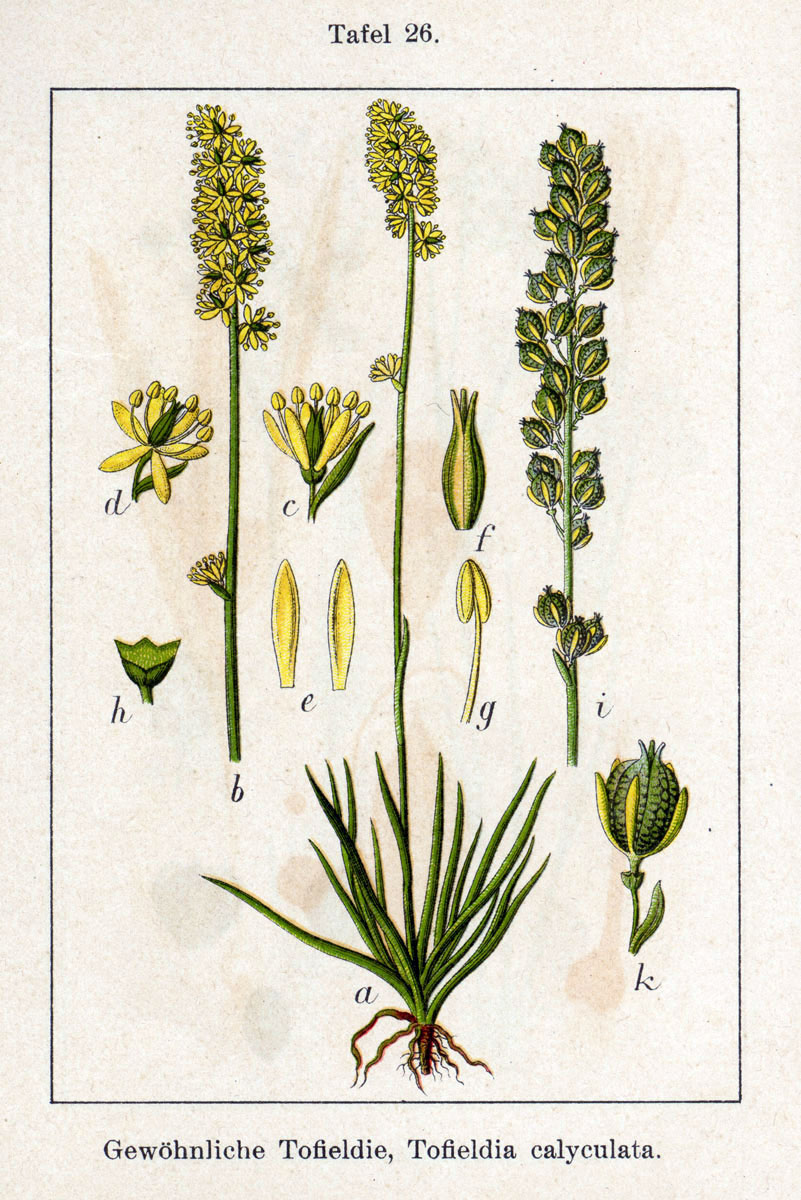